# Valdemár dán királyi herceg
Valdemár herceg (dánul: Prins Valdemar; Gentofte, 1858. október 27. – Koppenhága, 1939. január 14.) dán királyi herceg, IX. Keresztély király és Lujza hessen–kasseli hercegnő legifjabb fia.

## Élete
Valdemár herceg az Oldenburg-ház Schleswig-Holstein-Sonderburg-Glücksburg ágából származó IX. Keresztély király hatodik, legkisebb gyermeke, illetve harmadik fia. A Koppenhága közelében lévő Gentofte településen található Bernstorff-palotában született.
1885. október 20-án, Párizsban polgári esküvő keretében feleségül vette Mária Amália orléans-i hercegnőt; majd két nappal később, október 22-én egyházi szertartás során is összeházasodtak. A párnak öt gyermeke született:
- Aage herceg (1887–1940)
- Axel herceg (1888–1964), aki Margit Zsófia svéd hercegnőt vette feleségül.
- Erik herceg (1890–1950)
- Viggo herceg (1893–1970), Rosenborg grófja.
- Margit hercegnő (1895–1992), René Bourbon–parmai herceg felesége, Anna román királyné édesanyja.

Valdemár herceg egész életében a haditengerészetnél szolgált, annak ellenére, hogy több ízben is lehetősége nyílt arra, hogy uralkodó legyen. Bulgária trónját sógora, III. Sándor orosz cár és bátyja, I. György görög király kínálta fel neki, a herceg azonban családjára való tekintettel nem fogadta el azt. Később norvég királyi címet ajánlottak neki, azonban ezt is visszautasította. A herceg 1859-ben lett a dán királyi flotta admirálisa, de teljesített szolgálatot később, II. Vilmos német császár és II. Miklós orosz cár alatt is.